# كأس رابطة الدول المستقلة 2005
كأس رابطة الدول المستقلة 2005 هو الموسم 12 من كأس رابطة الدول المستقلة. أقيم خلال الفترة 15 يناير 2005 وحتى 23 يناير 2005، وكان عدد الأندية المشاركة فيه 16، وفاز فيه لوكوموتيف موسكو.